# Somewhere Out There (Our Lady Peace)
Somewhere Out There è un singolo degli Our Lady Peace del 2002.

## Video musicale
Il video della canzone è stato diretto da Eric Heimbold. È stato filmato il 25 e 26 aprile 2002 a Montréal.
Nel video la band esegue la canzone su un palco illuminato in uno studio scuro. Il video è stato trasmesso ufficialmente dal 22 maggio 2002. Questa è anche la prima apparizione di Steve Mazur nella band da quando il precedente chitarrista Mike Turner se n'è andato per formare i Fair Ground.